# (12928) Nicolapozio
(12928) Nicolapozio est un astéroïde de la ceinture principale.

## Description
(12928) Nicolapozio est un astéroïde de la ceinture principale. Il fut découvert le 30 septembre 1999 à San Marcello Pistoiese par Andrea Boattini et Giuseppe Forti. Il présente une orbite caractérisée par un demi-grand axe de 2,67 UA, une excentricité de 0,08 et une inclinaison de 14,1° par rapport à l'écliptique.

## Compléments